# York State Prune
York State Prune es una variedad cultivar de ciruelo (Prunus domestica), de las denominadas ciruelas europeas,
una variedad de ciruela obtenida de plántula de semilla de la variedad 'Italian Prune', cerca de Dansville, (Nueva York) a inicios de la década 1890. Las frutas tienen talla de tamaño mediano de forma ovalada ligeramente asimétrica, piel azul oscuro recubierta de abundante pruina, fina, violácea, y una pulpa color amarillo verdoso, con textura firme, fina, moderadamente jugosa, ligeramente aromática, con un sabor agradablemente dulce. Fruta de mesa aromática y amante del calor, muy extendida en Italia, Suiza y Alemania. Tolera las zonas de rusticidad según el departamento USDA, de nivel  4, 5, 6, 7, 8, 9.

## Sinonimia
- "Large German Prune",
- "Turkish Prune".[4]

## Historia
La variedad 'York State Prune' fue obtenida como plántula de semilla cerca de Dansville, (Nueva York) a inicios de la década 1890, gracias a la siembra de huesos de la variedad 'Italian Prune', se desconoce la variedad polinizadora. La "Western New York Horticultural Society" reconoció el 'York State Prune' en su lista de catálogo de frutas en 1899.
Ha sido descrita por : 1. Thomas Am. Fruit Cult. 504, 505. 1897. 2. Greene Cat. 1897. 3. Sweet Cat. 13. 1897. 4. W. N. Y. Hort. Soc. Rpt. 44:92. 1899.

## Características
'York State Prune' árbol de vigoroso crecimiento, productor sano, de fuerza media, que produce con regularidad, pero a veces de forma moderada. Floración muy tardía, por lo que no es muy sensible a las heladas nocturnas. También apto para suelos ligeros. Requiere suelo ligero y una posición soleada.
'York State Prune' tiene una talla de fruto de tamaño mediano, de forma elíptico alargada, muy ventruda, asimétrica, con la sutura profunda, que divide la fruta de manera desigual; epidermis abundantemente recubierta de pruina azulado violácea, ligera pubescencia, casi imperceptible alrededor del punto pistilar, siendo la piel suave, fina y bastante dura se separa fácilmente de la pulpa, de color azul amoratado casi negro, no siempre uniforme pudiendo verse a veces placas verde amarillentas del color del fondo, punteado muy abundante, diminuto, blanquecino con aureola morada casi inapreciable, zonas peduncular y de la sutura libres de punteado; Pedúnculo mediano, largo y recto se encuentra en una pequeña cavidad plana; pulpa de color amarillo verdoso, con textura firme, fina, moderadamente jugosa, ligeramente aromática, con un sabor agradablemente dulce.
Hueso libre o semi libre, de tamaño medio, alargado, semi globoso, con la zona ventral ancha con cresta y aristas laterales muy salientes, con surco dorsal muy marcado, los laterales inexistentes, y las caras laterales rugosas.
Su tiempo de recogida de cosecha se inicia en su maduración en la primera decena de septiembre.

## Usos
La ciruela 'York State Prune' se comen crudas de fruta fresca en mesa, en macedonias de frutas, pero también en postres, repostería, como acompañamiento de carnes y platos. Se transforma en mermeladas, almíbar de frutas, compotas. También se elabora en aguardiente de ciruela.